# Естонське астрономічне товариство
Естонське астрономічне товариство (ест. Eesti Astronoomia Selts) — товариство, засноване в 1999 році з метою розвитку і популяризації астрономії в Естонії, яке об'єднує професійних астрономів і любителів астрономії.

## Історія
Згідно з сайтом Естонського астрономічного товариства, воно було засноване в 1910 році, потім припиняло роботу і було відновлене в 1989 році. 10 квітня 1999 року за рішенням загальних зборів було укладено засновницький договір і затверджено статут товариства.

## Цілі роботи
Товариство ставить собі за мету розвиток астрономії та суміжних наук, а також розвиток астрономічної освіти та культури в Естонії, зокрема, шляхом організації любительських астрономічних спостережень, зборів любителів астрономії, професійних наукових поїздок, видання науково-популярної літератури, популяризації астрономії в інтернеті та ЗМІ.